# Labromyia albibarbis
Labromyia albibarbis är en tvåvingeart som beskrevs av Hull 1962. Labromyia albibarbis ingår i släktet Labromyia och familjen rovflugor.
Artens utbredningsområde är Paraguay. Inga underarter finns listade i Catalogue of Life.